# Iwan Werchratskyj

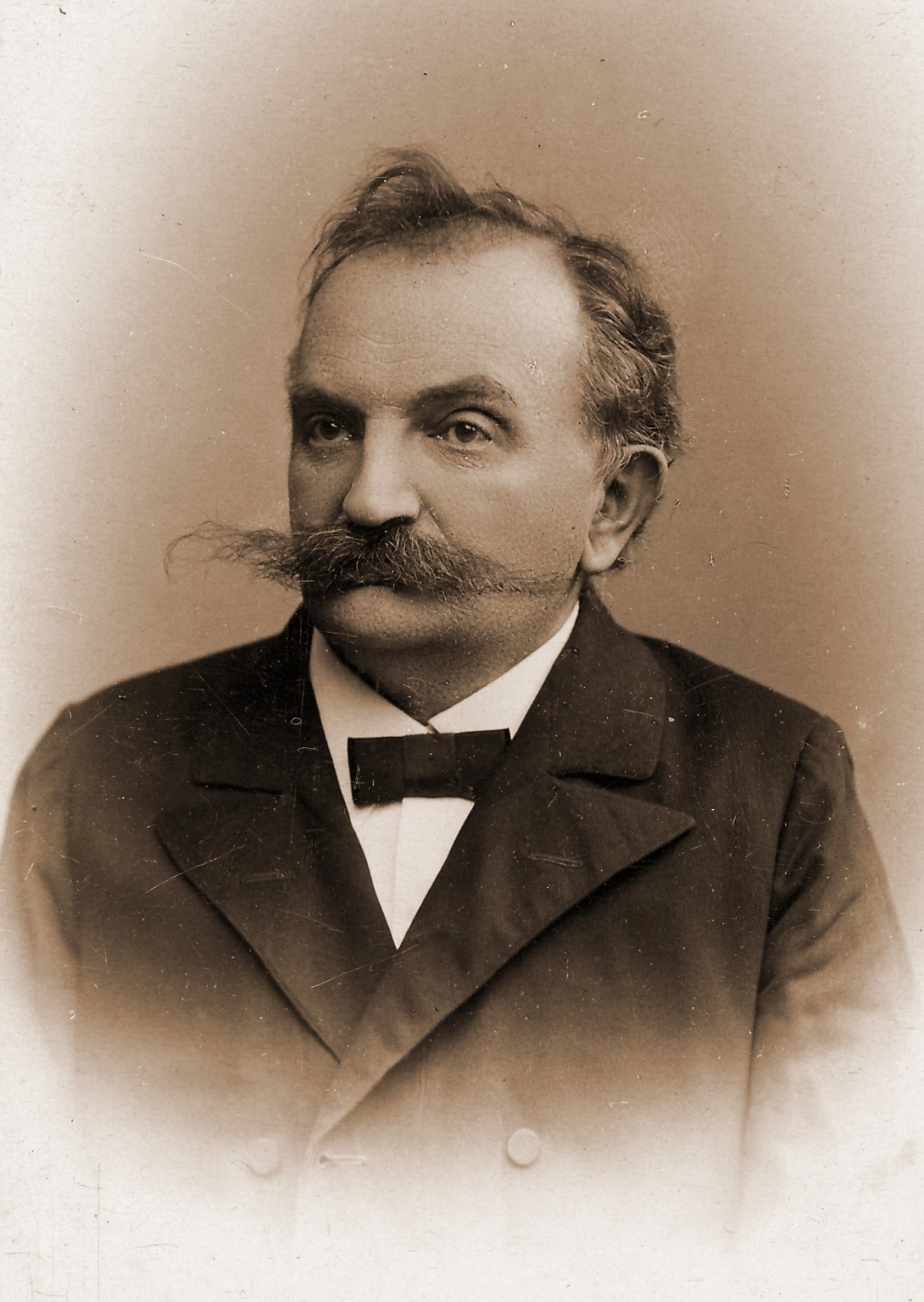
Iwan Werchratskyj, 1919

Iwan Hryhorowytsch Werchratskyj (ukrainisch Іван Григорович Верхратський; * 24. April 1846 in Biltsche-Solote, Galizien, Österreich-Ungarn; † 29. November 1919 in Lwiw, Westukrainische Volksrepublik) war ein ukrainischer Naturforscher, Philologe, Linguist, Schriftsteller, Pädagoge und Persönlichkeit des öffentlichen Lebens.
Er schrieb unter den Pseudonymen: Ivan Chaika, Liubart Horovsky, Losun, Petro Pravdoliub, Liubart Spivomyr und Ivan Shchypavka.

## Leben
Iwan Werchratskyj kam als Sohn einer Priesterfamilie im Dorf Bilcze, dem heutigen Biltsche-Solote in der ukrainischen Oblast Ternopil zur Welt. Im Zusammenhang mit dem Tod seines Vaters zog seine Familie 1848 mit ihm nach Lemberg.
Dort besuchte Werchratskyj das akademische Gymnasium und studierte von 1865 an der Philosophischen Fakultät der Universität Lemberg, die er 1868 absolvierte. Ein naturwissenschaftliches Studium in Krakau beendete er 1874.

Franz Joseph I.-Gymnasium in Drohobytsch in dem Werchratskyj auch Iwan Franko unterrichtete

Von 1868 bis 1871 war er zunächst als Lehrer für Botanik und Zoologie an der Realschule und dem Staatlichen Franz Joseph I.-Gymnasium in Drohobytsch, wo unter anderem Iwan Franko sein Schüler war. Anschließend unterrichtete er bis 1879 in Lemberg (erneut von 1891 bis 1908) und zwischen 1879 und 1890 in Stanislau. Zudem gründete er das naturwissenschaftliche Kabinett am Akademischen Gymnasium von Lemberg und war Gründer und erster Vorsitzender des naturwissenschaftlichen Kabinetts am Ethnographischen Museum der Wissenschaftlichen Gesellschaft Schewtschenko, deren Vollmitglied und später Ehrenmitglied er war.
Werchratskyj spezialisierte sich auf die Flora und Fauna, insbesondere die Insekten, Galiziens.
Außerdem verfasste er zahlreiche Werke, darunter die ersten ukrainischen Schulbücher für Zoologie (1895, 1906) und Botanik (1905); das erste lateinisch-deutsch-ukrainische Wörterbuch der naturwissenschaftlichen Nomenklatur und Begriffe (7 Faszikel, 1864–1908). Des Weiteren schuf er ein Register einheimischer botanischer Begriffe und Nomenklaturen (1892) und schrieb Studien zu den Dialekten der Region Maramureş (1883) und dem Nadsyansky-Dialekt (Надсянський говір; 1894, 1900), einem der archaischsten Dialekte der galizisch-bukowinischen Gruppe, der Dialekte Transkarpatiens (1901), der Dialekte der Lemken (1902) und der Dialekte der Bukowina-Pokutiens (1908) sowie der Dialekte am Dnister (1912).
Darüber hinaus verfasste er liberal-populistische polemische Artikel, in denen er die Russophile Bewegung in Galizien und deren Verwendung des Jasytschije (Язичіє), einer künstlichen, literarischen ostslawischen Sprache im 19. Jahrhundert,  kritisierte. In den 1870er Jahren schrieb er Lyrikgedichte und Übersetzungen (u. a. von Juliusz Słowacki) aus dem Polnischen. 1880 veröffentlichte er in Stanislau (heute Iwano-Frankiwsk) die literarisch-wissenschaftliche Zeitung Dennyzja (Денниця), in der er auch seine eigenen Gedichte, Geschichten und Artikel unter verschiedenen Kryptonymen publizierte.
Werchratskyj starb 73-jährig in Lwiw (Lemberg) in der kurzlebigen Westukrainischen Volksrepublik. Er wurde auf dem Lytschakiwski-Friedhof in Lwiw bestattet.